# Пеласг (сын Посейдона)
Пеласг (др.-греч. Πελασγός) — персонаж древнегреческой мифологии. Сын Посейдона и Лариссы (или сын Гемона). Вместе с братьями Ахеем и Фтием пришел в Гемонию (Фессалию) и изгнал варваров, разделив страну на три части: Фтиотиду, Ахайю и Пеласгиотиду, их потомки пять поколений правили Фессалией до Девкалиона.